# 池森秀一
池森 秀一（いけもり しゅういち、1969年12月20日 - ）は、日本のシンガーソングライター、そば料理研究家、プロデューサー、YouTuberである。ロックバンドDEENの創設メンバー、フロントマンでありボーカリスト。

## 来歴

### ミュージシャンとしての側面
1992年に放送されたテレビドラマ『ウーマンドリーム』（フジテレビ）の挿入歌「Dreamin'」を池森秀一名義で発表（「Dreamin'」はドラマのサウンドトラック『ウーマンドリーム オリジナルサウンドトラック』に収録。また、翌1993年に、DEENの1stシングルのc/wとしてアレンジを変えて収録されている）。
1993年、DEENのボーカリストとして「このまま君だけを奪い去りたい」でメジャーデビュー。ミリオンヒットを記録。DEENの楽曲の中でも数多くの作詞を担当（DEENでの活動は『DEEN』項参照）。2001年、SHU名義でソロデビュー。

### そば料理研究家としての側面
2020年9月25日、（株）おびなたと池森が共同開発した二八蕎麦がネット販売限定で発売されることになった。また、これらの製造過程の一部は『ウワサのお客さま』（フジテレビ）で紹介された。YouTubeチャンネル「信州戸隠池森そば　赤坂本店」も開設。池森がセレクトした蕎麦やつゆなどのレビューを中心とした内容である。
2021年2月から雑誌『DIME』にてDEEN池森秀一の蕎麦ログを、3月から『蕎麦春秋』にてDEEN 池森秀一の「そば三昧」の連載を開始した。
2022年6月13日より赤坂にある所属事務所1階に、池森自身がメニューを考案し、プロデュースした日本そばのカフェ「SOBA CAFE IKEMORI」をオープンする。このことについて池森は、「実は22歳で北海道から上京して、すぐに中目黒のアパート前にあったそば店でアルバイトしました。当時、自分がそばの店を持つとは想像もつきませんでしたが、どうせやるなら、どこにもないスタイルの店にしたいと思いました」と述べている。

## 人物
愛称は「秀」「秀ちゃん」「池森さん」「池サン」「池森君」「蕎麦森」など。
DEENの活動において作詞、作曲を担当しているが、2012年頃より作詞活動に専念し作曲を行うことはほぼなくなっている。
普段はヴォーカルだが、ギター、キーボード、ハーモニカなども演奏する。また、ライブではロックダンスを披露したことがあり、break5ツアーや武道館公演では度々ダンスコーナーを設けている。歌唱時は比較的高音だが、普段の声はやや低めである。これについては、普段から喉に負担をかけないためと語っている。喉の状態を良好に保つため、ツアーにも加湿器を持参するほどである。また、たばこも嗜まない。腹筋をよく鍛えているようで、うっすら腹筋が割れていると雑誌の中で告白している。しかし、「胸を鍛えすぎると声がキンキンになるので程々にしている」とも語っている。
自身の音楽活動の他に、プロデュース業も行っており、Ryo、小山翔吾、ほのかりんごのプロデュースを行っている。
元東北楽天ゴールデンイーグルス監督である平石洋介（現野球解説者）とは現役時代から親交が深く、チームの応援ソングを制作した。また、元亜細亜大学野球部監督の生田勉とも交流がある。その縁もあり亜細亜大学出身のプロ野球選手がDEENのライブに足を運ぶことも多い。ダンサーのEIJIとは大親友でDEENのシングルPower of Loveにも出演している。
蕎麦が大好物であり、全国ツアーの際各都道府県ごとの蕎麦屋を食べ歩いた。また、2018年現在、10年以上に渡りほぼ毎日昼食は蕎麦を食べているといい、2019年現在では「1年で360日は蕎麦を食べている」と語っている。また、蕎麦好きが高じて2018年、2020年には「マツコの知らない世界」に出演。"マツコの知らない蕎麦の世界"回で全国の絶品蕎麦を紹介した。その中で「毎日のように食べている」と紹介した乾麺の『小諸七兵衛』は元々売れない商品であったが、番組放送直後には一転して全国的な話題となり、サーバーダウンが起きるほどに注文が殺到して売れ線商品になった。2020年にはエッセイ本「DEEN池森秀一の365日そば三昧」が1月23日に発売され、その後全国各地の書店にてサイン会を行った。従って、2018年からは日本有数の蕎麦マニアとしても有名になった。

## ディスコグラフィー

### シングル
|     | 発売日       | タイトル     | 品番       |
| --- | ------------ | ------------ | ---------- |
| 1st | ANOTHER LIFE | 2001年5月9日 | BVCR-19032 |

### オムニバス
| 発売日         | タイトル                                                  | 規格 | 参加曲                        |
| -------------- | --------------------------------------------------------- | ---- | ----------------------------- |
| 1992年12月2日  | ウーマンドリーム オリジナルサンドトラック                 | CD   | M-8.DREAMIN'                  |
| 2001年10月24日 | PROJECT 2002 The Monsters                                 | CD   | M-5.For You（SHU & Position） |
| 2004年10月27日 | It's TV SHOW!!〜TBSテレビ&フジテレビ主題歌&テーマ曲BEST〜 | CD   | DISC1 M-11.ANOTHER LIFE       |

### 書籍
- 『池森秀一［DEEN］詩集　もう少し遠くの空の下へ』（KADOKAWA、2003年11月4日）ISBN 978-4-04-883846-7
- 『DEEN池森秀一の365日そば三昧』（ぴあ、2020年1月23日）ISBN 978-4-8356-3937-6[26]
- 『分とく山・野崎洋光監修　DEEN池森の「創作」乾麺蕎麦レシピ』（小学館、2022年5月30日）ISBN 978-4-09-311517-9[27]

### 連載
- DEEN池森秀一の蕎麦ログ（『DIME』2021年4月号 - ）
- DEEN 池森秀一の「そば三昧」（『蕎麦春秋』2021年3月 - ）

## 作詞提供
| タイトル                  | 提供したアーティスト           |
| ------------------------- | ------------------------------ |
| VOICE〜ここから始まる愛〜 | 入野自由（沙慈・クロスロード） |
| Paint the Sky             | 入野自由（沙慈・クロスロード） |
| ふたりのストーリー        | 東京パフォーマンスドール       |

## 出演番組

### テレビ番組
- マツコの知らない世界（2018年7月24日、2020年6月23日、2022年1月3日、TBS）[30][19][31]
- 痛快!明石家電視台（2019年2月11日、毎日放送）[32]
- ずくだせテレビ（2020年7月29日、信越放送）
- ウワサのお客さま（2020年9月25日、フジテレビ）[7]
- SBCスペシャル（2020年11月25日、2021年12月1日、信越放送）[33][34]
- キャスト (テレビ番組)（2020年12月10日、ABC）
- ゴルフ交遊抄（2021年2月28日、3月7日、BSテレ東）[35][36]
- 家事ヤロウ!!!（2021年2月3日、4月20日、テレビ朝日）[37][38]
- 見っどナイト（2021年3月5日、鹿児島テレビ）[39]
- 土曜旅館（2021年4月24日、10月9日、TVh）[40][41]
- 空旅をあなたへ-PREMIUM SKY-（2021年11月4日・11日・18日、フジテレビ）[42][43][44]
- 超音波（2022年5月20日・27日、テレビ東京） - 「酒場サーキット」コーナーゲスト[45][46]
- ダウンタウンDX（2022年6月23日、日本テレビ）[47]

### ラジオ番組
- DEEN Street Jam（1995年4月 - 10月、東海ラジオ放送）
- IKEIKE FOREST（bayfm）
- 夜カフェdeen（bayfm）
- AIR CRUISIN'（2005年10月 - 2010年3月、CROSS FM）
- チャレンジ・スポーツ Presents DEEN 『Build Up MUSIC』（FM鹿児島）

### CM
- Spotify（2022年5月27日 - ） - 俳優の長井短と共演[48][49]

## レコーディング参加
| 発売日         | 参加曲                           | 参加作品                                                    |
| -------------- | -------------------------------- | ----------------------------------------------------------- |
| 1993年12月23日 | このまま君だけを奪い去りたい     | 『SONGS』（織田哲郎）                                       |
| 1993年12月23日 | 翼を広げて                       | 『SONGS』（織田哲郎）                                       |
| 2001年7月18日  | Dreams of Asia J.V               | 『Soul Surfin' Crew』（TUBE）                               |
| 2018年12月5日  | このまま君だけを奪い去りたい     | 『Deing』（DAIGO）                                          |
| 2018年12月5日  | 果てしない夢を                   | 『Deing』（DAIGO）                                          |
| 2020年1月17日  | Mechalullaby（Japanese Version） | 『機動戦隊アイアンサーガ オリジナルサウンドトラック Vol.2』 |